# Liza Koshy
Elizabeth Koshy (sinh ngày 31 tháng 3 năm 1996) là một nữ diễn viên, nhân vật YouTube và diễn viên hài người Mỹ. Cô thủ vai Violet Adams trong series truyền hình Freakish của Hulu (2016–nay). Trong các vai diễn khác, cô đảm nhận vai Aday Walker trong bộ phim kinh dị hài hước Boo! A Madea Halloween (2016) của Tyler Perry và vai The Explorer trong series Escape the Night (2017) của YouTube Red. Cô là đồng dẫn chương trình cho series truyền hình Total Request Live của MTV, đồng thời đồng sản xuất và xuất hiện trong series hài Liza on Demand của YouTube Red dự kiến được khởi chiếu trong năm 2018. Tính tới tháng 3 năm 2018, kênh YouTube chính của Koshy đã có hơn 14 triệu lượt đăng ký và 1,5 tỷ lượt xem. Cô đã thắng hai Giải Streamy và một giải Teen Choice Award.

## Sự nghiệp

### Mạng xã hội
Koshy bắt đầu đăng tải các video hài trên nền tảng Vine vào năm 2013 với biệt danh "Lizzza". Khi Vine đóng cửa năm 2017, Koshy đã có hơn 5 triệu người theo dõi. Tới năm 2016, Koshy cũng bắt đầu được chú ý trên YouTube. Vào tháng 11 năm 2016, chỉ ngay trước cuộc bầu cử năm 2016, Koshy đã phỏng vấn Tổng thống Barack Obama trên kênh YouTube của cô để khuyến khích cử tri đăng ký đi bầu cử. Các video của Koshy thường xuất hiện "những biểu cảm khuôn mặt cá tính, nhịp điệu nhanh, và nỗ lực của cô nhằm trông sao cho ngố nhất có thể cho trò đùa của mình. [Một số video của cô] nói về những vấn đề nghiêm túc – như trầm cảm, áp lực hòa nhập và internet troll – và biến chúng trở nên dễ tiếp cận và hấp dẫn cho người xem."
Năm 2017, Koshy trở thành "nhân vật YouTube nhanh nhất đạt 10 triệu lượt đăng ký". Tính tới tháng 3 năm 2018, kênh YouTube chính của cô đã có hơn 14 triệu lượt đăng ký và hơn 1,5 tỷ lượt xem. Các video trên kênh chính của cô nhận được trung bình gần 10 triệu lượt xem. Tới tháng 4 năm 2018, kênh YouTube thứ hai của cô đã có hơn 6 triệu lượt đăng ký, và cô còn có hơn 15 triệu người theo dõi tren Instagram, hơn 11 triệu trên Musical.ly, hơn 2,8 triệu trên Facebook và hơn 1,8 triệu trên Twitter. Tới tháng 8 năm 2017, tổng số người theo dõi trên mạng xã hội của cô là xấp xỉ 45 triệu người.

### Diễn xuất
Năm 2016, Koshy xuất hiện trong series kinh dị của Hulu, Freakish, đóng vai Violet Adams. Cô tiếp tục xuất hiện trong mùa hai của series vào năm 2017. Cũng vào năm 2016, cô đóng vai Aday Walker trong bộ phim kinh dị-hài hước, Boo! A Madea Halloween, và xuất hiện trong series YouTube Red, Jingle Ballin'. Koshy thủ vai Công chúa Aubrey trong bộ phim hài năm 2016 FML. Năm 2017, cô đóng một vai diễn định kỳ, The Explorer, trong series thể loại thần bí-thực tế của YouTube Red, Escape the Night. Koshy sắp tới sẽ xuất hiện và đồng sản xuất một series trên YouTube Red, Liza on Demand. Cũng vào năm 2018, Koshy sắp tới sẽ lồng tiếng cho nhân vật Owl trong Crow: The Legend, một bộ phim hoạt hình thực tế ảo ngắn được viết bởi Eric Darnell, với vai diễn chính thuộc về John Legend.

### Các hoạt động khác
Koshy đã dẫn các chương trình trực tiếp trước buổi lễ trao giải Quả cầu vàng lần thứ 74, nhận được 2,7 triệu lượt xem trực tiếp trên Twitter. Cô cũng là người dẫn cho series Every Single Step của Nigel Lythgoe và là "người giải trí trên mạng xã hội duy nhất được chọn để quảng bá Giải Điện ảnh của MTV năm 2016." Cô là một trong nhóm người dẫn chương trình của Total Request Live trên MTV, ban đầu là một series các buổi phát sóng trực tiếp hàng ngày vào tháng 10 năm 2017. Cô cũng đảm nhiệm vị trí nhà sản xuất và nhà phát triển nội dung cho MTV. Koshy là "ngôi sao số" đầu tiên được phỏng vấn trên web series "73 Questions" của tạp chí Vogue.
Koshy cộng tác với The Giving Keys, một công ty trang sức tuyển mộ và hỗ trợ những người vô gia cư, nhằm cho ra một bộ sưu tập vòng cổ. Các đoạn quảng cáo trực tuyến của cô cho Beats Electronics thu hút được số người xem gấp bốn lần so với những người nổi tiếng khác.

## Đời sống cá nhân
Koshy sinh ra và lớn lên ở Houston, Texas. Cô mang nửa dòng máu Ấn Độ và nửa dòng máu da trắng; có cha là Jose Koshy, một giám đốc dầu khí, và Jean Carol née Hertzler, một giảng viên yoga. Cô có hai người chị gái. Từ lúc mẫu giáo tới năm lớp 5, cô được dạy chương trình giáo dục và văn hóa song ngữ, nhờ đó cô biết nói tiếng Tây Ban Nha một cách trôi chảy. Năm 2014, sau khi học xong tại Trường Trung học Lamar, Koshy vào Đại học Houston và bắt đầu học chuyên ngành tiếp thị.
Năm 2015, Koshy chuyển tới Los Angeles và bắt đầu hẹn hò với một nhân vật YouTube khác là David Dobrik.

## Danh sách phim

### Phim
| Năm  | Tựa đề                           | Vai              | Ghi chú   |
| ---- | -------------------------------- | ---------------- | --------- |
| 2016 | FML                              | Công chúa Aubrey | Vai phụ   |
| 2016 | Boo! A Madea Halloween           | Aday             | Vai phụ   |
| 2016 | Jingle Ballin'                   | Liza             | Vai chính |
| 2016 | Making a Scene with James Franco | Chính cô         | Mùa 3     |

### Truyền hình
| Năm      | Tựa đề                    | Vai          | Ghi chú               |
| -------- | ------------------------- | ------------ | --------------------- |
| 2016–nay | Freakish                  | Violet Adams | Vai chính             |
| 2017     | Escape the Night          | The Explorer | Mùa 2 (5 tập)         |
| 2017     | Total Request Live        | Chính cô     | Đồng dẫn chương trình |
| 2017     | Ellen's Show Me More Show | Chính cô     | Khách mời (1 tập)     |
| 2018     | Liza on Demand            | Chính cô     | Vai chính             |

## Giải thưởng
| Năm  | Giải thường            | Hạng mục                                                | Kết quà   | Tham khảo |
| ---- | ---------------------- | ------------------------------------------------------- | --------- | --------- |
| 2016 | Giải Streamy           | Người sáng tạo nội dung đột phá                         | Đoạt giải | [ 43 ]    |
| 2017 | People's Choice Awards | Ngôi sao mạng xã hội được yêu thích                     | Đề cử     | [ 44 ]    |
| 2017 | Teen Choice Awards     | Ngôi sao web nữ được lựa chọn                           | Đoạt giải | [ 45 ]    |
| 2017 | Teen Choice Awards     | Ngôi sao hài trên web được lựa chọn                     | Đề cử     | [ 45 ]    |
| 2017 | Teen Choice Awards     | YouTuber được lựa chọn                                  | Đề cử     | [ 45 ]    |
| 2017 | Giải Shorty            | YouTuber của năm                                        | Đề cử     | [ 46 ]    |
| 2017 | Giải Streamy           | Người sáng tạo nội dung của năm                         | Đề cử     | [ 47 ]    |
| 2017 | Giải Streamy           | Hài kịch                                                | Đoạt giải | [ 48 ]    |
| 2017 | Giải Streamy           | Biên tập                                                | Đề cử     | [ 47 ]    |
| 2018 | Kids' Choice Awards    | Người sáng tạo nội dung hài trên YouTube được yêu thích | Đoạt giải | [ 49 ]    |
| 2018 | Giải Shorty            | Người sáng tạo nội dung của thập kỷ                     | Đề cử     | [ 50 ]    |